# Torrent de Cerverisses

El Torrent de Cerverisses, respecte del terme de Castellcir

El torrent de Cerverisses, o de Cerverissa, és un torrent del terme municipal de Castellcir, de la comarca del Moianès.
Es forma a partir del torrent de la Vall Jussana quan s'hi ajunten dos torrents més petits en el lloc on hi ha la Font de Cerverisses, al sud-oest del Vilardell. Davalla sempre cap al sud-est i s'aboca en el Tenes a llevant de la masia de Puigdomènec, al lloc on hi ha la Font de Puigdomènec.